# Course en ligne féminine aux championnats du monde de cyclisme sur route 1997
Navigation
1996 1998
La course en ligne féminine aux championnats du monde de cyclisme sur route 1997 a lieu le 11 octobre 1997 à Saint-Sébastien en Espagne. Cette édition est remportée par l'Italienne Alessandra Cappellotto.

## Classement
|                                    | Coureuse                   | Pays             |    | Temps           |
| ---------------------------------- | -------------------------- | ---------------- | -- | --------------- |
| Médaille d'or, Coupe du Monde      | Alessandra Cappellotto     | Italie           | en | 2 h 44 min 37 s |
| Médaille d'argent, Coupe du Monde  | Elizabeth Tadich           | Australie        | +  |                 |
| Médaille de bronze, Coupe du Monde | Catherine Marsal           | France           |    |                 |
| 4                                  | Jolanta Polikeviciute      | Lituanie         |    |                 |
| 5                                  | Cindy Pieters              | Belgique         |    | 2 s             |
| 6                                  | Karen Livingston-Bliss     | États-Unis       |    | 13 s            |
| 7                                  | Hanka Kupfernagel          | Allemagne        |    | 13 s            |
| 8                                  | Debby Mansveld             | Pays-Bas         |    | 13 s            |
| 9                                  | Rikke Sandhøj              | Danemark         |    | 13 s            |
| 10                                 | Simona Parente             | Italie           |    | 13 s            |
| 11                                 | Zinaida Stahurskaya        | Biélorussie      |    | 13 s            |
| 12                                 | Yvonne Brunen              | Pays-Bas         |    | 13 s            |
| 13                                 | Elisabeth Chevanne-Brunel  | France           |    | 13 s            |
| 14                                 | Heidi Van De Vijver        | Belgique         |    | 13 s            |
| 15                                 | Monica Valen-Valvik        | Norvège          |    | 13 s            |
| 16                                 | Susy Pryde                 | Nouvelle-Zélande |    | 13 s            |
| 17                                 | Viola Paulitz-Müller       | Allemagne        |    | 13 s            |
| 18                                 | Svetlana Guiguileva        | Ukraine          |    | 13 s            |
| 19                                 | Lenka Ilavská              | Slovénie         |    | 13 s            |
| 20                                 | Berta Fernandez Anzuola    | Espagne          |    | 13 s            |
| 21                                 | Yvonne Schnorf-Wabel       | Suisse           |    | 13 s            |
| 22                                 | Tuija Kinnunen             | Finlande         |    | 13 s            |
| 23                                 | Pia Sundstedt              | Finlande         |    | 13 s            |
| 24                                 | Marie Höljer               | Suède            |    | 13 s            |
| 25                                 | Natalja Yuganiuk           | Ukraine          |    | 13 s            |
| 26                                 | Karen Kurreck              | États-Unis       |    | 13 s            |
| 27                                 | Daniela Veronesi           | Saint-Marin      |    | 13 s            |
| 28                                 | Marcia Eicher-Vouets       | Suisse           |    | 13 s            |
| 29                                 | Leigh Hobson               | Canada           |    | 13 s            |
| 30                                 | Izaskun Bengoa             | Espagne          |    | 13 s            |
| 31                                 | Tatjana Kaverina           | Russie           |    | 13 s            |
| 32                                 | Imelda Chiappa             | Italie           |    | 13 s            |
| 33                                 | Susanne Ljungskog          | Suède            |    | 13 s            |
| 34                                 | Valentina Gerasimova       | Russie           |    | 13 s            |
| 35                                 | Susan Palmer-Komar         | Canada           |    | 13 s            |
| 36                                 | Tatiana Stiajkina          | Ukraine          |    | 13 s            |
| 37                                 | Valentina Polkhanova       | Russie           |    | 13 s            |
| 38                                 | Teodora Ruano              | Espagne          |    | 13 s            |
| 39                                 | Joana Somarriba Arrola     | Espagne          |    | 13 s            |
| 40                                 | Juanita Feldhahn           | Australie        |    | 13 s            |
| 41                                 | Yvonne McGregor            | Royaume-Uni      |    | 13 s            |
| 42                                 | Mirjam Melchers-Van Poppel | Pays-Bas         |    | 13 s            |
| 43                                 | Lynn Nixon                 | Australie        |    | 13 s            |
| 44                                 | Anke Erlank                | Afrique du Sud   |    | 13 s            |
| 45                                 | Chantal Daucourt           | Suisse           |    | 13 s            |
| 46                                 | Severine Desbouys          | France           |    | 13 s            |
| 47                                 | Maria Lawrence             | Royaume-Uni      |    | 13 s            |
| 48                                 | Roberta Bonanomi           | Italie           |    | 13 s            |
| 49                                 | Jeannie Longo-Ciprelli     | France           |    | 13 s            |
| 50                                 | Valeria Cappellotto        | Italie           |    | 13 s            |
| 51                                 | Fabiana Luperini           | Italie           |    | 13 s            |
| 52                                 | Charlotte White-Pordham    | Australie        |    | 25 s            |
| 53                                 | Rasa Polikeviciute         | Lituanie         |    | 25 s            |
| 54                                 | Bogumila Matusiak          | Pologne          |    | 34 s            |
| 55                                 | Louisa Jenkins             | États-Unis       |    | 34 s            |
| 56                                 | Zulfiya Zabirova           | Russie           |    | 48 s            |
| 57                                 | Sylvie Riedle              | France           |    | 1 min 23 s      |

|                      | Coureuse           | Pays      |  | Temps       |
| -------------------- | ------------------ | --------- |  | ----------- |
| Autres compétitrices |                    |           |  |             |
| 59                   | Barbara Heeb       | Suisse    |  | 1 min 27 s  |
| 60                   | Sandra Krauer      | Suisse    |  | 1 min 30 s  |
| 61                   | Emmanuelle Farcy   | France    |  | 1 min 35 s  |
| 64                   | Yevheniya Vysotska | Ukraine   |  | 1 min 36 s  |
| 65                   | Kathy Watt         | Australie |  | 1 min 59 s  |
| 66                   | Lisbeth Simper     | Danemark  |  | 2 min 46 s  |
| 67                   | Vanja Vonckx       | Belgique  |  | 6 min 57 s  |
| 68                   | Natalia Karimova   | Russie    |  | 7 min 16 s  |
| 71                   | Belem Guerrero     | Mexique   |  | 7 min 16 s  |
| 72                   | Judith Arndt       | Allemagne |  | 8 min 15 s  |
| 73                   | Vera Hohlfeld      | Allemagne |  | 8 min 15 s  |
| 74                   | Kerstin Scheitle   | Allemagne |  | 8 min 15 s  |
| 76                   | Jorunn Kvalø       | Norvège   |  | 8 min 15 s  |
| 79                   | Ingunn Bollerud    | Norvège   |  | 15 min 5 s  |
| 83                   | Geraldine Gill     | Irlande   |  | 20 min 4 s  |
| 85                   | Diana Rast         | Suisse    |  | 21 min 55 s |